# Kostas Myrsiades
Kostas Myrsiades (* 21. Mai 1940) ist ein US-amerikanischer Komparatist, Anglist und Neogräzist griechischer Herkunft.

## Leben
Myrsiades war Professor für Vergleichende Literaturwissenschaft und Anglistik an der West Chester University, Pennsylvania, und Übersetzer aus dem Griechischen. 2011 wurde er emeritiert.
Er arbeitet auf dem Gebiet der alt- und neugriechischen Literatur unter anderem zu Homer und seiner Rezeption, zum Karagiozis-Theater und zum griechischen Guerilla-Theater. Übersetzungen veranstaltete er insbesondere von Giannis Ritsos und Takis Papatsonis. Er verfasste auch selbst Gedichte.
Myrsiades hat insgesamt 19 Bücher und zahlreiche Artikel veröffentlicht sowie verschiedentlich Vorträge auf Einladung gehalten, darunter einen im Rahmen der Elytis Chair Lecture Series of Poetry and Neohellenic Studies an der Rutgers University.
Er ist Herausgeber der Zeitschrift College Literature, eines mehrfach ausgezeichneten vierteljährlichen Periodikums zum literary criticism, zur Literaturtheorie und Literaturpädagogik. Er ist außerdem Mitherausgeber des Journal of the Hellenic Diaspora, einer führenden neogräzistischen Zeitschrift.
Seine Frau Linda S. Myrsiades ist ebenfalls Neogräzistin, hat vielfach mit ihm zusammengearbeitet und wurde ebenfalls 2011 emeritiert.

## Auszeichnungen
Myrsiades war 1995 der erste US-Amerikaner, der von der Hellenic Society of Translators of Literature (Ελληνική Εταιρεία Μεταφραστών Λογοτεχνίας) die Goldmedaille für seine Übersetzungen aus dem Griechischen erhielt.

## Schriften (Auswahl)
Monographien und Artikel
- (Hrsg.): Approaches to Homer's Iliad and Odyssey. Peter Lang, New York, Bern, Berlin, Bruxelles, Frankfurt am Main, Oxford, Wien, 2010
- (Hrsg.): Reading Homer. Film and Text. Fairleigh Dickinson University Press, Madison/Teaneck 2009, eingeschränkte Vorschau; Rezension von Robert J. Rabel, Bryn Mawr Classical Review 2010.03.12
- Reading The Gunfighter as Homeric Epic. In: College Literature 34.2, Spring 2007, S. 279–300.
- (Hrsg.): The Beat Generation: Critical Essays. 2002.
- (Hrsg., mit Henry Giroux): Beyond the Corporate Universe: Pedagogy, Culture, and Literary Studies in the new Millennium. 2001
- (mit Linda S. Myrsiades): Karagiozis: Culture & Comedy in Greek Puppet Theater. The University Press of Kentucky, 1999, eingeschränkte Vorschau
- (mit Linda S. Myrsiades): ‪Cultural Representation in Historical Resistance‬: ‪Complexity and Construction in Greek Guerrilla Theater‬. Lewisburg: Bucknell University Press 1999, eingeschränkte Vorschau
- (mit Linda S. Myrsiades): Un-Disiplining Literature. New York, Bern, Berlin, Bruxelles, Frankfurt/M., Wien, 1999.
- (mit Linda S. Myrsiades): ‪Race-ing Representation‬: ‪Voice, History, and Sexuality‬. Rowman & Littlefield, Lanham 1998, eingeschränkte Vorschau
- (mit Linda S. Myrsiades): Margins in the Classroom. ‪Teaching Literature‬. University of Minnesota Press, 1994.

Gedichte
- Others Must Dance for the Lord Dionysos Now. Pella, 1993.